# Genosha
Genosha é uma nação insular fictícia, presente nas histórias em quadrinhos do Universo Marvel, publicadas pela Marvel Comics. Ela foi criada por Chris Claremont, aparecendo pela primeira vez em Uncanny X-Men #235 (no Brasil, X-Men #44, da Editora Abril). Inicialmente serviu como uma alusão à escravidão e, posteriormente, ao regime de apartheid da África do Sul, antes de se tornar um refúgio mundial para os mutantes e, consequentemente, uma área de desastre. Sua capital era a cidade de Hammer Bay. A ilha está localizada à saída da costa do Sudeste Africano, a noroeste de Seicheles e a nordeste de Madagascar.

## Histórico

### Escravidão mutante
A ilha, situada na costa leste da África, apresentava um alto padrão de vida, uma excelente economia e liberdade se comparado às perseguições políticas e raciais características de países vizinhos. No entanto, a prosperidade de Genosha se baseava na escravização de sua população mutante. Mutantes em Genosha eram propriedade do estado e crianças que fossem identificadas com o gene mutante eram submetidas a um processo desenvolvido por David Moreau, comumente conhecida como a Genengenharia, sendo então transformados em Mutoides, desprovidos de livre arbítrio.
A Genengenharia era também capaz de modificar certas habilidades mutantes a fim de preencher lacunas de trabalho específicas. Atualmente se sabe que não foi o dr. David Moreau que desenvolveu o processo de criação de Mutoides, tendo apenas sido orientado pelo Sugar Man.
A cidadania em Genosha era permanente e o governo não reconhecia qualquer emigração. Cidadãos que tentassem deixar o país eram localizados e trazidos de volta à ilha por uma força policial especial conhecida como Magistrados, e problemas com mutantes eram combatidos por um grupo especial conhecida como a Gangue da Pressão.
As fundações da sociedade genoshana foram atacadas várias vezes por interessados na causa mutante. Na primeira história a introduzir a nação, alguns X-Men (Wolverine, Vampira e sua aliada Madelyne Pryor) foram seqüestrados pelos Magistrados Genoshanos, sob a ordem do Genengenheiro e ex-aliado do X-Factor Cameron Hodge, sendo resgatados por seus parceiros, mas deixando Tempestade e Lupina prisioneiras. Mais tarde, na saga Programa de Extermínio, os X-Men e seus aliados resgataram seus parceiros, Tempestade e Lupina, da lavagem cerebral, derrubando o governo local e presumidamente matando Cameron Hodge (que reapareceu na Saga Aliança Falange).

### Guerra Civil
Após a derrubada dos magistrados pelos X-Men, um novo regime genoshano que prometia melhor tratamento aos mutantes foi posto em prática. Seguiu-se então um período de perseguição geral e um grande número de ataques por super-humanos, incluindo os Acólitos de Magneto, que não desejavam perdoar o governo anterior por seus crimes contra mutantes.
Mais tarde, após forte pressão de Magneto, As Nações Unidas cederam a nação insular ao poderoso mutante (eventos mostrados na Saga Guerra Magnética).. Ele e seus Acólitos conseguiram estabelecer um período de paz e estabilidade apenas depois de encerrada uma guerra civil entre ele e o restante da população humana liderada pelos Magistrados. Magneto derrotou-os e restaurou a paz na ilha, tornando-a um refúgio para mutantes do mundo todo.

### Devastação
Na saga E de Extinção Genosha foi dizimada por um sentinela gigante, do tamanho de um arranha-céu, controlado por Cassandra Nova, a irmã de Xavier, que massacrou 16 milhões de mutantes. Após o incidente, alguns sobreviventes tentaram reerguer a nação. São eles: Magneto, Xavier, Callisto, Sholla e Karima Shapandar, uma Sentinela Ômega (humana com partes cibernéticas). Porém, após o Dia M, praticamente não restou nenhum mutante na ilha, que é habitada apenas por amargurados e perdidos ex-mutantes.

## Outras versões

### Marvel Noir
Nesta realidade, há uma prisão chamada prisão da Baía de Genosha, que é um pouco semelhante à Prisão de Guantánamo. Foi originalmente estabelecido por missionários Quaker que construíram uma penitenciária para isolar prisioneiros uns dos outros para que pudessem contemplar a gravidade de seus pecados. Na década de 1930, a Baía de Genosha tornou-se mais tarde uma prisão extraterritorial dos Estados Unidos que retém os prisioneiros dos piores casos de todo o mundo e foi notória por praticar punições desumanas em seus presos, desde privação de sono e tortura de água. A prisão da Genosha Bay tomou conhecimento do público e culminou em uma reunião do Senate Judiciary Meeting para considerar fechar a prisão. Mesmo que a prisão estivesse fechada, os legisladores não estavam dispostos a deixar que seus sociopatas criminais mais severos permitissem nas prisões dos Estados Unidos. Na realidade, a prisão da da Baía de Genosha foi usada como um terreno de prova no recrutamento dos prisioneiros como uma nova geração de agentes do governo.

### Ultimate Marvel
Na realidade de Ultimate Marvel, Genosha é uma ilha ao sul de Madagascar. Sua principal exportação parece ser programas de televisão. Os mutantes foram recentemente reduzidos a cidadãos de segunda classe após o assassinato de um ministro do governo por um mutante chamado Longshot. Os cidadãos incluem Mojo Adams, Espiral e Deadpool.

## Outras mídias

### Televisão
- Na década animada X-Men da década de 1990, Genosha é um ambiente amigável aos mutantes, onde aqueles que possuem o "gene X" podem viver pacificamente sem medo de perseguição. No entanto, assim que os mutantes viajam para lá, são capturados e equipados com coleiras de negação de energia colocadas ao redor de seus pescoços; eles são colocados para trabalhar construindo Sentinelas para o governo de Genoshan, sob a direção de Bolivar Trask, Cameron Hodge, Henry Peter Gyrich e um funcionário do governo conhecido como "o Líder". Com a ajuda de Cable e uma inundação orquestrada pela Tempestade, os X-Men simultaneamente liberam os escravos mutantes e destroem os Sentinelas. Genosha continua a escravizar os mutantes que empregam Sentinelas e Magistrados, até que sejam resgatados por Magneto e seus Acólitos com a ajuda de muitos mutantes (exemplos Random, Arco Voltaico, Tar Baby, Arrasa Quarteirão, Zoiudo, o segundo Shocker e até Gambit, a Fera e Professor X). Todos os mutantes de Genosha vão para o Asteroid M. Em breve, o país é assumido por Magneto, que está pronto para declarar a guerra à humanidade com os mutantes de Genosha ao seu lado, após um ataque ao Professor X durante uma cúpula antimutante. Ele nunca segue com seus planos, como ele é chamado para o lado de Xavier morrendo no episódio final da série.
- Na continuidade Wolverine and the X-Men, Genosha é um paraíso mutante sob o domínio de Magneto. Magneto oferece o país como um santuário para outros mutantes em todo o mundo, prometendo paz e igualdade. Apesar da fachada de um paraíso mutante, Noturno (que pretende se tornar um residente Genosha) logo descobre com Pó que Magneto é um governante opressivo que injustamente aprisiona os mutantes Genosha que não cumprem suas regras. Em "Battle Lines", revela-se que o Senador Kelly deu Genosha a Magneto. Em "Aces and Eights", Genosha fechou suas fronteiras. Este mesmo episódio apresenta continuamente Genosha como uma monarquia, representando Magneto como um rei. No episódio de três partes "Foresight", Magneto faz Mística se passar pelo Senador Kelly e soltar os Sentinelas na Genosha. Isso fazia parte do plano de Magneto de reprogramá-los para atacar humanos apenas para enfrentar problemas com a Força Fênix. Depois que a Força Fênix é parada, muitos dos seguidores de Magneto perderam a fé em seus métodos. Feiticeira Escarlate e Polaris fazem Blink teleportar Magneto e Mercúrio para longe de Genosha. Embora Genosha não seja mais o país de Magneto, a Feiticeira Escarlate diz a Mercúrio que ele é sempre bem-vindo para retornar.

### Filmes
- No filme, X-Men, Genosha serve como uma ilha localizada a poucos quilômetros da costa da costa leste, com um tamanho pequeno, tornando-o praticamente indetectável. No interior, a ilha é fortemente fortificada por Magneto, reforçada com vigas de aço, móveis de titânio pesado e passagens metálicas. A ilha também possuía várias acomodações para Magneto e seus homens, incluindo hospedagem, oficina mecânica, embarcadouro, heliponto, uma sala de interrogatório e até um santuário privado para Magneto. Magneto e Mística fazem Groxo trazer o Senador Robert Kelly para a ilha para testar sua máquina indutora de mutações.
- No filme, X-Men: The Last Stand, depois de recrutar Homem-Múltiplo, Juggernaut e os Omegas para sua nova Irmandade de Mutantes, Magneto retorna à ilha, onde Callisto lhe fala sobre onde Jean Grey está. O grupo depois estabelece uma nova base.

### Vídeo games
- No jogo Spider-Man and the X-Men: Arcade's Revenge para SNES, as fases de Ciclope são as minas de Sentinelas de Genosha.
- No jogo X-Men: Mutant Apocalypse para SNES, Genosha serve como cenário primário do jogo, pois Apocalipse, Tusk e a Ninhada assumem a referida ilha para manter os mutantes em cativeiro.
- Genosha é a fase dos Sentinela no jogo X-Men: Children of the Atom. Molde-Mestre pode ser visto funcionando em segundo plano. Se o Sentinela ganhar, o Molde-Mestre se desliga. No entanto, se o Sentinela perde, o Molde-Mestre também é destruído.
- Genosha é visto brevemente em X-Men: Next Dimension, quando Supra-Sentinelas atacam Magneto.
- Em X-Men Legends, Genosha é mencionada quando Magneto pede na televisão para torná-la um paraíso mutante sob seu controle.
- Em X-Men Legends II: Rise of Apocalypse, um capítulo estabelecido onde Genosha é devastada pelo Apocalipse.
- Genosha é o cenário principal em Deadpool.